# درة رود (غوغر)
درة رود (بالفارسية: دره رود) هي قرية تقع في إيران في قسم غوغر الريفي. يقدر عدد سكانها بـ 21 نسمة .